# 完颜元寿
完颜元寿（1140年代—1151年），为金朝皇族，金朝第四位皇帝海陵王完颜亮的庶出长子。
完颜元寿的母亲是大元妃，为渤海人，完颜亮母亲慈宪皇后的侄女。天德元年（1149年）封完颜元寿为崇王。天德三年（1151年），完颜元寿夭折。
　　

## 传記資料
- 《金史》